# Landricourt (Aisne)
Landricourt è un comune francese di 128 abitanti situato nel dipartimento dell'Aisne della regione dell'Alta Francia.
Landricourt (Aisne) mairie.JPG

## Società

### Evoluzione demografica
Abitanti censiti